# Copa del Generalísimo de fútbol 1970-71
La Copa del Generalísimo de fútbol 1970-71 fue la edición número 67 de dicha competición española. Contó con la participación de 103 equipos.

## Primera ronda

### Cuadro
| Equipo 1                  | Agr.       | Equipo 2                      | Ida | Vuelta |
| ------------------------- | ---------- | ----------------------------- | --- | ------ |
| C. D. Valdepeñas          | 3-2        | C. D. Tortosa                 | 2-1 | 1-1    |
| S. D. C. Michelín         | 4-1        | C. D. Europa                  | 2-0 | 2-1    |
| C. D. Mataró              | 3-5        | S. D. Huesca                  | 2-1 | 1-4    |
| Club Sestao               | 5-4        | C. F. Badalona                | 4-1 | 1-3    |
| C. D. Ensidesa            | 2-3        | Real Madrid C. F. Aficionados | 1-1 | 1-2    |
| C. F. Calella             | 3-1        | San Sebastián C. F.           | 1-0 | 2-1    |
| C. Atlético Osasuna       | 1-1        | Real Avilés C. F.             | 0-0 | 1-1    |
| S. D. Vetusta             | 2-2 (pen.) | C. D. Mirandés                | 1-1 | 1-1    |
| La Bañeza C. F.           | 3-7        | Palencia C. F.                | 2-2 | 1-5    |
| Real Valladolid Deportivo | 8-3        | S. D. Ponferradina            | 7-1 | 1-2    |
| C. D. Lugo                | 0-3        | U. D. Salamanca               | 0-2 | 0-1    |
| Ag. D. Ceuta              | 7-5        | Levante U. D.                 | 5-2 | 2-3    |
| R. B. Linense             | 1-2        | C. D. Badajoz                 | 0-0 | 1-2    |
| S. D. Ibiza               | 1-3        | C. D. Cartagena               | 1-0 | 0-3    |
| C. Atlético Malagueño     | 0-3        | Algemesí C. F.                | 0-0 | 0-3    |
| C. D. Alcoyano            | 1-4        | R. C. Recreativo de Huelva    | 1-2 | 0-2    |
| C. D. Acero               | 3-5        | Sevilla Atlético C.           | 2-1 | 1-4    |
| C. D. Ilicitano           | 3-3        | U. D. Poblense                | 3-1 | 0-2    |
| C. D. Atlético Baleares   | 0-1        | Real Murcia C. F.             | 0-0 | 0-1    |
| Imperial C. F.            | 2-2        | C. Gimnástico de Tarragona    | 1-0 | 1-2    |
| Recreativo C. Portuense   | 2-5        | C. F. Gandía                  | 2-1 | 0-4    |
| Triana Balompié           | 1-3        | Tenerife Atlético             | 1-2 | 0-1    |
| Paiporta C. F.            | 0-1        | Xerez C. D.                   | 0-1 | 0-0    |
| Mérida Industrial C. F.   | 3-1        | C. D. Carabanchel             | 1-0 | 2-1    |
| A. D. Plus Ultra          | 2-3        | C. D. Orense                  | 1-1 | 1-2    |
| C. D. Español             | 2-7        | C. D. Tarrasa                 | 1-3 | 1-4    |
| Real Unión Club           | 3-2        | C. D. Júpiter                 | 2-0 | 1-2    |
| C. F. Barcelona Atlético  | 1-4        | Bilbao Atlético C.            | 1-4 | 0-0    |
| Talavera C. F.            | 3-1        | Caudal Deportivo              | 3-0 | 0-1    |
| C. D. Mestalla            | 2-1        | Melilla C. F.                 | 2-0 | 0-1    |
| S. D. Eibar               | 0-2        | Cultural D. Leonesa           | 0-0 | 0-2    |
| Gerona C. F.              | 2-2 (pen.) | C. D. Baracaldo Altos Hornos  | 1-1 | 1-1    |

### Partidos
| Ida; 14 de octubre de 1970 | C. D. Valdepeñas | 2:1 | C. D. Tortosa |  |  |

| Vuelta; 27 de octubre de 1970 | C. D. Tortosa | 1:1 (Global 2:3) | C. D. Valdepeñas |  |  |

| Ida; 14 de octubre de 1970 | S. D. C. Michelín | 2:0 | C. D. Europa |  |  |

| Vuelta; 28 de octubre de 1970 | C. D. Europa | 1:2 (Global 1:4) | S. D. C. Michelín |  |  |

| Ida; 14 de octubre de 1970 | C. D. Mataró | 2:1 | S. D. Huesca |  |  |

| Vuelta; 28 de octubre de 1970 | S. D. Huesca | 4:1 (Global 5:3) | C. D. Mataró |  |  |

| Ida; 14 de octubre de 1970 | Club Sestao | 4:1 | C. F. Badalona |  |  |

| Vuelta; 29 de octubre de 1970 | C. F. Badalona | 3:1 (Global 4:5) | Club Sestao |  |  |

| Ida; 14 de octubre de 1970 | C. D. Ensidesa | 1:1 | Real Madrid C. F. Aficionados |  |  |

| Vuelta; 04 de noviembre de 1970 | Real Madrid C. F. Aficionados | 2:1 (Global 3:2) | C. D. Ensidesa |  |  |

| Ida; 14 de octubre de 1970 | C. F. Calella | 1:0 | San Sebastián C. F. |  |  |

| Vuelta; 28 de octubre de 1970 | San Sebastián C. F. | 1:2 (Global 1:3) | C. F. Calella |  |  |

| Ida; 14 de octubre de 1970 | C. Atlético Osasuna | 0:0 | Real Avilés C. F. |  |  |

| Vuelta; 28 de octubre de 1970 | Real Avilés C. F. | 1:1 (Global 1:1) | C. Atlético Osasuna |  |  |

| Ida; 14 de octubre de 1970 | S. D. Vetusta | 1:1 | C. D. Mirandés |  |  |

| Vuelta; 28 de octubre de 1970 | C. D. Mirandés | 1:1 (t. s.)(5-0 p.)(Global 2:2) | S. D. Vetusta |  |  |

| Ida; 14 de octubre de 1970 | La Bañeza C. F. | 2:2 | Palencia C. F. |  |  |

| Vuelta; 28 de octubre de 1970 | Palencia C. F. | 5:1 (Global 7:3) | La Bañeza C. F. |  |  |

| Ida; 14 de octubre de 1970 | Real Valladolid Deportivo | 7:1 | S. D. Ponferradina |  |  |

| Vuelta; 28 de octubre de 1970 | S. D. Ponferradina | 2:1 (Global 3:8) | Real Valladolid Deportivo |  |  |

| Ida; 14 de octubre de 1970 | C. D. Lugo | 0:2 | U. D. Salamanca |  |  |

| Vuelta; 28 de octubre de 1970 | U. D. Salamanca | 1:0 (Global 3:0) | C. D. Lugo |  |  |

| Ida; 14 de octubre de 1970 | Ag. D. Ceuta | 5:2 | Levante U. D. |  |  |

| Vuelta; 28 de octubre de 1970 | Levante U. D. | 3:2 (Global 5:7) | Ag. D. Ceuta |  |  |

| Ida; 14 de octubre de 1970 | R. B. Linense | 0:0 | C. D. Badajoz |  |  |

| Vuelta; 29 de octubre de 1970 | C. D. Badajoz | 2:1 (Global 2:1) | R. B. Linense |  |  |

| Ida; 14 de octubre de 1970 | S. D. Ibiza | 1:0 | C. D. Cartagena |  |  |

| Vuelta; 29 de octubre de 1970 | C. D. Cartagena | 3:0 (Global 3:1) | S. D. Ibiza |  |  |

| Ida; 14 de octubre de 1970 | C. Atlético Malagueño | 0:0 | Algemesí C. F. |  |  |

| Vuelta; 28 de octubre de 1970 | Algemesí C. F. | 3:0 (Global 3:0) | C. Atlético Malagueño |  |  |

| Ida; 14 de octubre de 1970 | C. D. Alcoyano | 1:2 | R. C. Recreativo de Huelva |  |  |

| Vuelta; 28 de octubre de 1970 | R. C. Recreativo de Huelva | 2:0 (Global 4:1) | C. D. Alcoyano |  |  |

| Ida; 14 de octubre de 1970 | C. D. Acero | 2:1 | Sevilla Atlético C. |  |  |

| Vuelta; 28 de octubre de 1970 | Sevilla Atlético C. | 4:1 (Global 5:3) | C. D. Acero |  |  |

| Ida; 14 de octubre de 1970 | C. D. Ilicitano | 3:1 | U. D. Poblense |  |  |

| Vuelta; 28 de octubre de 1970 | U. D. Poblense | 2:0 (Global 3:3) | C. D. Ilicitano |  |  |

| Ida; 14 de octubre de 1970 | C. D. Atlético Baleares | 0:0 | Real Murcia C. F. |  |  |

| Vuelta; 27 de octubre de 1970 | Real Murcia C. F. | 1:0 (Global 1:0) | C. D. Atlético Baleares |  |  |

| Ida; 14 de octubre de 1970 | Imperial C. F. | 1:0 | C. Gimnástico de Tarragona |  |  |

| Vuelta; 29 de octubre de 1970 | C. Gimnástico de Tarragona | 2:1 (Global 2:2) | Imperial C. F. |  |  |

| Ida; 14 de octubre de 1970 | Recreativo C. Portuense | 2:1 | C. F. Gandía |  |  |

| Vuelta; 28 de octubre de 1970 | C. F. Gandía | 4:0 (Global 5:2) | Recreativo C. Portuense |  |  |

| Ida; 14 de octubre de 1970 | Triana Balompié | 1:2 | Tenerife Atlético |  |  |

| Vuelta; 28 de octubre de 1970 | Tenerife Atlético | 1:0 (Global 3:1) | Triana Balompié |  |  |

| Ida; 14 de octubre de 1970 | Paiporta C. F. | 0:1 | Xerez C. D. |  |  |

| Vuelta; 28 de octubre de 1970 | Xerez C. D. | 0:0 (Global 1:0) | Paiporta C. F. |  |  |

| Ida; 14 de octubre de 1970 | Mérida Industrial C. F. | 1:0 | C. D. Carabanchel |  |  |

| Vuelta; 28 de octubre de 1970 | C. D. Carabanchel | 1:2 (Global 1:3) | Mérida Industrial C. F. |  |  |

| Ida; 14 de octubre de 1970 | A. D. Plus Ultra | 1:1 | C. D. Orense |  |  |

| Vuelta; 28 de octubre de 1970 | C. D. Orense | 2:1 (Global 3:2) | A. D. Plus Ultra |  |  |

| Ida; 14 de octubre de 1970 | C. D. Español | 1:3 | C. D. Tarrasa |  |  |

| Vuelta; 29 de octubre de 1970 | C. D. Tarrasa | 4:1 (Global 7:2) | C. D. Español |  |  |

| Ida; 14 de octubre de 1970 | Real Unión Club | 2:0 | C. D. Júpiter |  |  |

| Vuelta; 29 de octubre de 1970 | C. D. Júpiter | 2:1 (Global 2:3) | Real Unión Club |  |  |

| Ida; 14 de octubre de 1970 | C. F. Barcelona Atlético | 1:4 | Bilbao Atlético C. |  |  |

| Vuelta; 28 de octubre de 1970 | Bilbao Atlético C. | 0:0 (Global 4:1) | C. F. Barcelona Atlético |  |  |

| Ida; 14 de octubre de 1970 | Talavera C. F. | 3:0 | Caudal Deportivo |  |  |

| Vuelta; 28 de octubre de 1970 | Caudal Deportivo | 1:0 (Global 1:3) | Talavera C. F. |  |  |

| Ida; 15 de octubre de 1970 | C. D. Mestalla | 2:0 | Melilla C. F. |  |  |

| Vuelta; 28 de octubre de 1970 | Melilla C. F. | 1:0 (Global 1:2) | C. D. Mestalla |  |  |

| Ida; 20 de octubre de 1970 | S. D. Eibar | 0:0 | Cultural D. Leonesa |  |  |

| Vuelta; 28 de octubre de 1970 | Cultural D. Leonesa | 2:0 (Global 2:0) | S. D. Eibar |  |  |

| Ida; 21 de octubre de 1970 | Gerona C. F. | 1:1 | C. D. Baracaldo Altos Hornos |  |  |

| Vuelta; 28 de octubre de 1970 | C. D. Baracaldo Altos Hornos | 1:1 (t. s.)(7-6 p.)(Global 2:2) | Gerona C. F. |  |  |

## Segunda ronda

### Cuadro
| Equipo 1                        | Agr. | Equipo 2                      | Ida | Vuelta |
| ------------------------------- | ---- | ----------------------------- | --- | ------ |
| C. D. Valdepeñas                | 0-4  | C. F. Calella                 | 0-2 | 0-2    |
| Palencia C. F.                  | 1-5  | Real Unión Club               | 1-3 | 0-2    |
| Bilbao Atlético C.              | 4-2  | Real Jaén C. F.               | 2-2 | 2-0    |
| C. D. Cartagena                 | 3-1  | C. D. Badajoz                 | 2-0 | 1-1    |
| C. D. Orense                    | 3-0  | Algemesí C. F.                | 2-0 | 1-0    |
| S. D. Huesca                    | 0-3  | Mérida Industrial C. F.       | 0-0 | 0-3    |
| C. F. Gandía                    | 3-2  | Real Madrid C. F. Aficionados | 3-0 | 0-2    |
| Xerez C. D.                     | 3-1  | Club Sestao                   | 1-0 | 2-1    |
| Sevilla Atlético C.             | 4-5  | C. D. Mirandés                | 3-1 | 1-4    |
| C. D. Baracaldo Altos Hornos    | 3-0  | U. D. Poblense                | 2-0 | 1-0    |
| Ag. D. Ceuta                    | 2-6  | C. D. Mestalla                | 2-2 | 0-4    |
| R. C. Recreativo de Huelva      | 3-4  | C. D. Tarrasa                 | 1-0 | 2-4    |
| R. S. Gimnástica de Torrelavega | 3-3  | Imperial C. F.                | 3-1 | 0-2    |
| Talavera C. F.                  | 0-4  | Real Valladolid Deportivo     | 0-0 | 0-4    |

### Partidos
| Ida; 18 de noviembre de 1970 | C. D. Valdepeñas | 0:2 | C. F. Calella |  |  |

| Vuelta; 08 de diciembre de 1970 | C. F. Calella | 2:0 (Global 4:0) | C. D. Valdepeñas |  |  |

| Ida; 18 de noviembre de 1970 | Palencia C. F. | 1:3 | Real Unión Club |  |  |

| Vuelta; 08 de diciembre de 1970 | Real Unión Club | 2:0 (Global 5:1) | Palencia C. F. |  |  |

| Ida; 18 de noviembre de 1970 | Bilbao Atlético C. | 2:2 | Real Jaén C. F. |  |  |

| Vuelta; 08 de diciembre de 1970 | Real Jaén C. F. | 0:2 (Global 2:4) | Bilbao Atlético C. |  |  |

| Ida; 18 de noviembre de 1970 | C. D. Cartagena | 2:0 | C. D. Badajoz |  |  |

| Vuelta; 08 de diciembre de 1970 | C. D. Badajoz | 1:1 (Global 1:3) | C. D. Cartagena |  |  |

| Ida; 18 de noviembre de 1970 | C. D. Orense | 2:0 | Algemesí C. F. |  |  |

| Vuelta; 09 de diciembre de 1970 | Algemesí C. F. | 0:1 (Global 0:3) | C. D. Orense |  |  |

| Ida; 18 de noviembre de 1970 | S. D. Huesca | 0:0 | Mérida Industrial C. F. |  |  |

| Vuelta; 09 de diciembre de 1970 | Mérida Industrial C. F. | 3:0 (Global 3:0) | S. D. Huesca |  |  |

| Ida; 18 de noviembre de 1970 | C. F. Gandía | 3:0 | Real Madrid C. F. Aficionados |  |  |

| Vuelta; 09 de diciembre de 1970 | Real Madrid C. F. Aficionados | 2:0 (Global 2:3) | C. F. Gandía |  |  |

| Ida; 18 de noviembre de 1970 | Xerez C. D. | 1:0 | Club Sestao |  |  |

| Vuelta; 08 de diciembre de 1970 | Club Sestao | 1:2 (Global 1:3) | Xerez C. D. |  |  |

| Ida; 18 de noviembre de 1970 | Sevilla Atlético C. | 3:1 | C. D. Mirandés |  |  |

| Vuelta; 08 de diciembre de 1970 | C. D. Mirandés | 4:1 (Global 5:4) | Sevilla Atlético C. |  |  |

| Ida; 18 de noviembre de 1970 | C. D. Baracaldo Altos Hornos | 2:0 | U. D. Poblense |  |  |

| Vuelta; 09 de diciembre de 1970 | U. D. Poblense | 0:1 (Global 0:3) | C. D. Baracaldo Altos Hornos |  |  |

| Ida; 18 de noviembre de 1970 | Ag. D. Ceuta | 2:2 | C. D. Mestalla |  |  |

| Vuelta; 10 de diciembre de 1970 | C. D. Mestalla | 4:0 (Global 6:2) | Ag. D. Ceuta |  |  |

| Ida; 18 de noviembre de 1970 | R. C. Recreativo de Huelva | 1:0 | C. D. Tarrasa |  |  |

| Vuelta; 08 de diciembre de 1970 | C. D. Tarrasa | 4:2 (Global 4:3) | R. C. Recreativo de Huelva |  |  |

| Ida; 18 de noviembre de 1970 | R. S. Gimnástica de Torrelavega | 3:1 | Imperial C. F. |  |  |

| Vuelta; 09 de diciembre de 1970 | Imperial C. F. | 2:0 (Global 3:3) | R. S. Gimnástica de Torrelavega |  |  |

| Ida; 18 de noviembre de 1970 | Talavera C. F. | 0:0 | Real Valladolid Deportivo |  |  |

| Vuelta; 08 de diciembre de 1970 | Real Valladolid Deportivo | 4:0 (Global 4:0) | Talavera C. F. |  |  |

## Tercera ronda

### Cuadro
| Equipo 1                          | Agr. | Equipo 2                     | Ida | Vuelta |
| --------------------------------- | ---- | ---------------------------- | --- | ------ |
| C. F. Calvo Sotelo de Puertollano | 3-2  | Xerez C. D.                  | 2-1 | 1-1    |
| C. F. Gandía                      | 0-3  | Hércules C. F.               | 0-1 | 0-2    |
| C. D. Cartagena                   | 2-2  | A. D. Rayo Vallecano         | 2-1 | 0-1    |
| Córdoba C. F.                     | 1-2  | C. F. Calella                | 1-0 | 0-2    |
| R. C. D. Coruña                   | 4-2  | U. D. Salamanca              | 4-0 | 0-2    |
| Real Valladolid Deportivo         | 1-3  | Onteniente C. F.             | 1-1 | 0-2    |
| Imperial C. F.                    | 0-2  | U. P. Langreo                | 0-0 | 0-2    |
| C. D. Logroñés                    | 5-3  | C. D. Mirandés               | 4-2 | 1-1    |
| R. C. D. Mallorca                 | 2-1  | Real Murcia C. F.            | 1-1 | 1-0    |
| Villarreal C. F.                  | 5-1  | Mérida Industrial C. F.      | 5-0 | 0-1    |
| Burgos C. F.                      | 2-3  | Tenerife Atlético            | 2-0 | 0-3    |
| C. D. Tarrasa                     | 0-3  | C. D. Castellón              | 0-0 | 0-3    |
| Real Santander S. D.              | 0-3  | C. D. Baracaldo Altos Hornos | 0-2 | 0-1    |
| C. D. Orense                      | 2-2  | Pontevedra C. F.             | 1-2 | 1-0    |
| C. D. Mestalla                    | 3-5  | C. D. San Andrés             | 2-1 | 1-4    |
| Cádiz C. F.                       | 0-2  | C. Atlético Osasuna          | 0-1 | 0-1    |
| S. D. C. Michelín                 | 1-3  | Real Oviedo C. F.            | 1-2 | 0-1    |
| Bilbao Atlético C.                | 1-3  | Club Ferrol                  | 0-1 | 1-2    |
| C. D. Colonia Moscardó            | 1-2  | Cultural D. Leonesa          | 1-0 | 0-2    |
| Real Betis Balompié               | 3-1  | Real Unión Club              | 3-0 | 0-1    |

### Partidos
| Ida; 06 de enero de 1971 | C. F. Calvo Sotelo de Puertollano | 2:1 | Xerez C. D. |  |  |

| Vuelta; 20 de enero de 1971 | Xerez C. D. | 1:1 (Global 2:3) | C. F. Calvo Sotelo de Puertollano |  |  |

| Ida; 06 de enero de 1971 | C. F. Gandía | 0:1 | Hércules C. F. |  |  |

| Vuelta; 20 de enero de 1971 | Hércules C. F. | 2:0 (Global 3:0) | C. F. Gandía |  |  |

| Ida; 06 de enero de 1971 | C. D. Cartagena | 2:1 | A. D. Rayo Vallecano |  |  |

| Vuelta; 20 de enero de 1971 | A. D. Rayo Vallecano | 1:0 (Global 2:2) | C. D. Cartagena |  |  |

| Ida; 06 de enero de 1971 | Córdoba C. F. | 1:0 | C. F. Calella |  |  |

| Vuelta; 20 de enero de 1971 | C. F. Calella | 2:0 (Global 2:1) | Córdoba C. F. |  |  |

| Ida; 06 de enero de 1971 | R. C. D. Coruña | 4:0 | U. D. Salamanca |  |  |

| Vuelta; 20 de enero de 1971 | U. D. Salamanca | 2:0 (Global 2:4) | R. C. D. Coruña |  |  |

| Ida; 06 de enero de 1971 | Real Valladolid Deportivo | 1:1 | Onteniente C. F. |  |  |

| Vuelta; 20 de enero de 1971 | Onteniente C. F. | 2:0 (Global 3:1) | Real Valladolid Deportivo |  |  |

| Ida; 06 de enero de 1971 | Imperial C. F. | 0:0 | U. P. Langreo |  |  |

| Vuelta; 20 de enero de 1971 | U. P. Langreo | 2:0 (Global 2:0) | Imperial C. F. |  |  |

| Ida; 06 de enero de 1971 | C. D. Logroñés | 4:2 | C. D. Mirandés |  |  |

| Vuelta; 20 de enero de 1971 | C. D. Mirandés | 1:1 (Global 3:5) | C. D. Logroñés |  |  |

| Ida; 06 de enero de 1971 | R. C. D. Mallorca | 1:1 | Real Murcia C. F. |  |  |

| Vuelta; 20 de enero de 1971 | Real Murcia C. F. | 0:1 (Global 1:2) | R. C. D. Mallorca |  |  |

| Ida; 06 de enero de 1971 | Villarreal C. F. | 5:0 | Mérida Industrial C. F. |  |  |

| Vuelta; 20 de enero de 1971 | Mérida Industrial C. F. | 1:0 (Global 1:5) | Villarreal C. F. |  |  |

| Ida; 06 de enero de 1971 | Burgos C. F. | 2:0 | Tenerife Atlético |  |  |

| Vuelta; 20 de enero de 1971 | Tenerife Atlético | 3:0 (Global 3:2) | Burgos C. F. |  |  |

| Ida; 06 de enero de 1971 | C. D. Tarrasa | 0:0 | C. D. Castellón |  |  |

| Vuelta; 20 de enero de 1971 | C. D. Castellón | 3:0 (Global 3:0) | C. D. Tarrasa |  |  |

| Ida; 06 de enero de 1971 | Real Santander S. D. | 0:2 | C. D. Baracaldo Altos Hornos |  |  |

| Vuelta; 20 de enero de 1971 | C. D. Baracaldo Altos Hornos | 1:0 (Global 3:0) | Real Santander S. D. |  |  |

| Ida; 06 de enero de 1971 | C. D. Orense | 1:2 | Pontevedra C. F. |  |  |

| Vuelta; 20 de enero de 1971 | Pontevedra C. F. | 0:1 (Global 2:2) | C. D. Orense |  |  |

| Ida; 06 de enero de 1971 | C. D. Mestalla | 2:1 | C. D. San Andrés |  |  |

| Vuelta; 20 de enero de 1971 | C. D. San Andrés | 4:1 (Global 5:3) | C. D. Mestalla |  |  |

| Ida; 06 de enero de 1971 | Cádiz C. F. | 0:1 | C. Atlético Osasuna |  |  |

| Vuelta; 13 de enero de 1971 | C. Atlético Osasuna | 1:0 (Global 2:0) | Cádiz C. F. |  |  |

| Ida; 06 de enero de 1971 | S. D. C. Michelín | 1:2 | Real Oviedo C. F. |  |  |

| Vuelta; 20 de enero de 1971 | Real Oviedo C. F. | 1:0 (Global 3:1) | S. D. C. Michelín |  |  |

| Ida; 06 de enero de 1971 | Bilbao Atlético C. | 0:1 | Club Ferrol |  |  |

| Vuelta; 20 de enero de 1971 | Club Ferrol | 2:1 (Global 3:1) | Bilbao Atlético C. |  |  |

| Ida; 06 de enero de 1971 | C. D. Colonia Moscardó | 1:0 | Cultural D. Leonesa |  |  |

| Vuelta; 20 de enero de 1971 | Cultural D. Leonesa | 2:0 (Global 2:1) | C. D. Colonia Moscardó |  |  |

| Ida; 06 de enero de 1971 | Real Betis Balompié | 3:0 | Real Unión Club |  |  |

| Vuelta; 20 de enero de 1971 | Real Unión Club | 1:0 (Global 1:3) | Real Betis Balompié |  |  |

## Cuarta ronda

### Cuadro
| Equipo 1                          | Agr. | Equipo 2            | Ida | Vuelta |
| --------------------------------- | ---- | ------------------- | --- | ------ |
| C. D. Baracaldo Altos Hornos      | 4-2  | Hércules C. F.      | 4-0 | 0-2    |
| C. F. Calvo Sotelo de Puertollano | 0-5  | C. D. San Andrés    | 0-0 | 0-5    |
| A. D. Rayo Vallecano              | 4-2  | Onteniente C. F.    | 2-0 | 2-2    |
| C. F. Calella                     | 4-2  | Cultural D. Leonesa | 4-0 | 0-2    |

### Partidos
| Ida; 03 de febrero de 1971 | C. D. Baracaldo Altos Hornos | 4:0 | Hércules C. F. |  |  |

| Vuelta; 24 de febrero de 1971 | Hércules C. F. | 2:0 (Global 2:4) | C. D. Baracaldo Altos Hornos |  |  |

| Ida; 03 de febrero de 1971 | C. F. Calvo Sotelo de Puertollano | 0:0 | C. D. San Andrés |  |  |

| Vuelta; 24 de febrero de 1971 | C. D. San Andrés | 5:0 (Global 5:0) | C. F. Calvo Sotelo de Puertollano |  |  |

| Ida; 03 de febrero de 1971 | A. D. Rayo Vallecano | 2:0 | Onteniente C. F. |  |  |

| Vuelta; 24 de febrero de 1971 | Onteniente C. F. | 2:2 (Global 2:4) | A. D. Rayo Vallecano |  |  |

| Ida; 03 de febrero de 1971 | C. F. Calella | 4:0 | Cultural D. Leonesa |  |  |

| Vuelta; 24 de febrero de 1971 | Cultural D. Leonesa | 2:0 (Global 2:4) | C. F. Calella |  |  |

## Fase final

### Dieciseisavos de final
La ronda de los dieciseisavos de final tuvo lugar los días 25 de abril, los partidos de ida; y 2 de mayo de 1971, los de vuelta.
| Local ida               | Resultado global    | Local vuelta                 | Ida   | Vuelta |
| ----------------------- | ------------------- | ---------------------------- | ----- | ------ |
| Baracaldo C. F.         | 2 - 5               | Real Zaragoza                | 0 - 2 | 2 - 3  |
| Real Betis Balompié     | 0 - 0 (pen., 4 - 1) | R. C. D. Español             | 0 - 0 | 0 - 0  |
| C. D. Castellón         | 0 - 2               | R. C. Celta de Vigo          | 0 - 2 | 0 - 0  |
| Elche C. F.             | 4 - 2               | C. F. Calella                | 4 - 1 | 0 - 1  |
| Club Ferrol             | 1 - 4               | Atlético de Bilbao           | 1 - 3 | 0 - 1  |
| Granada C. F.           | 3 - 1               | U. P. Langreo                | 3 - 1 | 0 - 0  |
| U. D. Las Palmas        | 4 - 0               | Tenerife Atlético Club       | 2 - 0 | 2 - 0  |
| Real Madrid C. F.       | 1 - 1               | R. C. Deportivo de La Coruña | 1 - 1 | 0 - 0  |
| R. C. D. Mallorca       | 4 - 6               | Valencia C. F.               | 1 - 1 | 3 - 5  |
| Real Oviedo             | 0 - 4               | Club Atlético de Madrid      | 0 - 0 | 0 - 4  |
| Pontevedra C. F.        | 1 - 2               | Sevilla C. F.                | 0 - 0 | 1 - 2  |
| Real Sociedad de Fútbol | 1 - 0               | C. A. Osasuna                | 1 - 0 | 0 - 0  |
| C. D. Sabadell          | 1 - 2               | C. D. Logroñés               | 1 - 0 | 0 - 2  |
| C. D. San Andrés        | 3 - 2               | Real Gijón                   | 2 - 1 | 1 - 1  |
| A. D. Rayo Vallecano    | 1 - 3               | C. D. Málaga                 | 0 - 0 | 1 - 3  |
| Villarreal C. F.        | 1 - 2               | C. F. Barcelona              | 1 - 0 | 0 - 2  |

### Octavos de final
La ronda de los octavos de final tuvo lugar los días 16 de mayo, los partidos de ida; y 23 de mayo de 1971, los de vuelta.
| Local ida                    | Resultado global | Local vuelta            | Ida   | Vuelta |
| ---------------------------- | ---------------- | ----------------------- | ----- | ------ |
| Atlético de Bilbao           | 1 - 3            | C. F. Barcelona         | 1 - 0 | 0 - 3  |
| R. C. Deportivo de La Coruña | 2 - 0            | R. C. Celta de Vigo     | 0 - 0 | 2 - 0  |
| Granada C. F.                | 3 - 4            | Sevilla C. F.           | 1 - 1 | 2 - 3  |
| C. D. Logroñés               | 1 - 3            | Club Atlético de Madrid | 0 - 2 | 1 - 1  |
| C. D. Málaga                 | 3 - 0            | U. D. Las Palmas        | 2 - 0 | 1 - 0  |
| C. D. San Andrés             | 2 - 1            | Elche C. F.             | 2 - 1 | 0 - 0  |
| Valencia C. F.               | 4 - 0            | Real Betis Balompié     | 0 - 0 | 4 - 0  |
| Real Zaragoza                | 0 - 1            | Real Sociedad de Fútbol | 0 - 1 | 0 - 0  |

### Cuartos de final
La ronda de cuartos de final tuvo lugar entre los días 9 de junio, los partidos de ida; y 13 de junio de 1971, los de vuelta.
| Local ida               | Resultado global | Local vuelta                 | Ida   | Vuelta |
| ----------------------- | ---------------- | ---------------------------- | ----- | ------ |
| C. F. Barcelona         | 4 - 0            | R. C. Deportivo de La Coruña | 4 - 0 | 0 - 0  |
| C. D. Málaga            | 1 - 4            | Valencia C. F.               | 0 - 1 | 1 - 3  |
| Real Sociedad de Fútbol | 3 - 6            | Club Atlético de Madrid      | 3 - 2 | 0 - 4  |
| Sevilla C. F.           | 2 - 1            | C. D. San Andrés             | 2 - 0 | 0 - 1  |

### Semifinales
La ronda de semifinales tuvo lugar entre el 20 de junio, los partidos de ida; y el 26 de junio de 1971, los de vuelta.
| Local ida               | Resultado global | Local vuelta    | Ida   | Vuelta |
| ----------------------- | ---------------- | --------------- | ----- | ------ |
| Club Atlético de Madrid | 1 - 2            | C. F. Barcelona | 0 - 1 | 1 - 1  |
| Valencia C. F.          | 4 - 0            | Sevilla C. F.   | 2 - 0 | 2 - 0  |

### Final
La final de la Copa del Generalísimo 1970-71 tuvo lugar el 4 de julio de 1971 en el estadio Santiago Bernabéu de Madrid.
| Domingo 4 de julio de 1971, 20:30 | C. F. Barcelona                               | 4:3 | Valencia C. F.                              | Estadio Santiago Bernabéu, Madrid                                     |                                                                       |
|                                   | Fusté 51' · Zabalza 71' 100' · Alfonseda 113' |     | Claramunt I 21' · Paquito 48' · Valdez 102' | Asistencia: 100 200 espectadores Árbitro(s): Juan María Sáiz Elizondo | Asistencia: 100 200 espectadores Árbitro(s): Juan María Sáiz Elizondo |

|                         |
| Campeón C. F. Barcelona |
| 17.° título             |